# Familjetidning
Familjetidningar är en form av veckotidningar som vänder sig till hela familjen. De bör inte förväxlas med damtidningar, eller herrtidningar, som har kvinnor respektive män som främsta målgrupp.

## Svenska familjetidningar
- Allers
- Hemmets Journal
- Hemmets Veckotidning
- Saxons Veckotidning (nedlagd)
- Vårt Hem (nedlagd)
- Året Runt